# Irena Schultz
Irena Schultz (ur. 1902, zm. 1983) – polska dziennikarka, działaczka społeczna, Sprawiedliwa wśród Narodów Świata.

## Życiorys
Była wolną słuchaczką Studium Pracy Społeczno-Oświatowej Wolnej Wszechnicy Polskiej i pracowała jako opiekunka społeczna. Od 1935 była pracownikiem Wydziału Opieki i Zdrowia Zarządu Miejskiego w Warszawie.
W okresie okupacji niemieckiej była jedną z najbliższych współpracowniczek Ireny Sendlerowej. Po utworzeniu w 1940 getta warszawskiego, korzystając z legitymacji członka kolumny sanitarnej zwalczającej choroby zakaźne w dzielnicy zamkniętej, wraz z nią nosiła do getta żywność, odzież, pieniądze i lekarstwa. Później wyspecjalizowała się w wyprowadzaniu na stronę „aryjską” żydowskich dzieci. Pomagała także w ucieczce z getta osobom dorosłym.
Po wojnie pracowała w redakcji „Przyjaciółki”.
W lipcu 1969 Instytut Jad Waszem nadał Irenie Schultz tytuł Sprawiedliwej wśród Narodów Świata.